# Dayang, Hanjiang
Dayang (kinesiska: 大洋)  är en socken i sydöstra Kina. Den ligger i stadsdistriktet Hanjiang i staden Putian i provinsen Fujian, omkring 46 kilometer sydväst om provinshuvudstaden Fuzhou. Antalet invånare är 9 042. Befolkningen består av 4 585 kvinnor och 4 457 män. Barn under 15 år utgör 18,0 %, vuxna 15-64 år 66 %, och äldre över 65 år 15,0 %.